# Рошкани (Галац)
Рошкани (рум. Roșcani) насеље је у Румунији у округу Галац у општини Бањаса. Oпштина се налази на надморској висини од 102 m.

## Становништво
Према подацима из 2002. године у насељу је живело 705 становника, од којих су сви румунске националности.